# The Haxan Cloak
The Haxan Cloak, artiestennaam van Bobby Krlic (Wakefield, 20 december 1985), is een Brits componist, muzikant en muziekproducent. Hij crediteert zijn soundtracks onder zijn echte naam.

## Levensloop
Krlic is geboren en getogen in Wakefield en is van Servische afkomst. Hij studeerde muziek en beeldende kunst aan de Universiteit van Brighton. Zijn eerste project als The Haxan Cloak was de EP Observatory in 2010. Het jaar daarop nam hij zijn eerste album op, The Haxan Cloak, in de gereedschapsschuur van zijn ouders en bespeelde zelf alle instrumenten. Zijn tweede album Excavation staat dichter bij elektronische muziek en gebruikt samples, bas en vervormingen van fonografie.
Hij produceerde Goldfrapps album Silver Eye, Troye Sivans single "Animal", Björks "Family" van haar album Vulnicura, Healths "Victim" van hun album Death Magic en Khalids "Heaven" van zijn album Free Spirit.
Hij begon met het componeren van filmmuziek nadat hij door Atticus Ross was uitgenodigd om bij te dragen aan de soundtrack van de film Blackhat (2015). Zijn eerste werk als componist was, opnieuw met Ross, de film Triple 9 het volgende jaar, en hij begon toen aan een vruchtbare solocarrière op dit gebied, in film, televisie en computerspellen. Hij kreeg vooral lof voor de muziek van de horrorfilm Midsommar in 2019.

## Discografie

### Albums
| Jaar | Titel           | Opmerkingen |
| ---- | --------------- | ----------- |
| 2011 | The Haxan Cloak |             |
| 2013 | Excavation      |             |

### Extended plays
| Jaar | Titel                                      | Opmerkingen |
| ---- | ------------------------------------------ | ----------- |
| 2010 | Observatory                                |             |
| 2012 | The Men Parted the Sea to Devour the Water |             |

## Filmografie
| Jaar | Titel          | Opmerkingen                                     |
| ---- | -------------- | ----------------------------------------------- |
| 2016 | Triple 9       | met Atticus Ross, Leopold Ross en Claudia Sarne |
| 2019 | Midsommar      |                                                 |
| 2023 | Beau Is Afraid |                                                 |
| 2023 | Blue Beetle    |                                                 |
| 2025 | Eddington      | met Daniel Pemberton                            |

## Overige producties

### Computerspellen
| Jaar | Titel    | Opmerkingen           |
| ---- | -------- | --------------------- |
| 2021 | Returnal | met Glen Andrew Brown |

### Televisieseries
| Jaar | Titel            | Opmerkingen |
| ---- | ---------------- | ----------- |
| 2016 | Shooter          | 2016-2018   |
| 2018 | Seven Seconds    |             |
| 2019 | The Enemy Within |             |
| 2019 | Reprisal         |             |
| 2020 | The Alienist     |             |
| 2021 | Calls            |             |
| 2021 | Snowpiercer      | 2021-2022   |
| 2022 | Paper Girls      |             |
| 2023 | Beef             |             |

### Documentaires
| Jaar | Titel                                             | Opmerkingen                      |
| ---- | ------------------------------------------------- | -------------------------------- |
| 2015 | Crocodile Gennadiy                                | met Atticus Ross en Leopold Ross |
| 2019 | Une Rose Ouverte/Warda                            |                                  |
| 2022 | On the Morning You Wake (to the End of the World) |                                  |

### Additionele muziek
Als aanvullende componist.

#### Films
| Jaar | Titel    | Opmerkingen                                               |
| ---- | -------- | --------------------------------------------------------- |
| 2015 | Blackhat | voor Harry Gregson-Williams, Atticus Ross en Leopold Ross |

## Prijzen en nominaties

### BAFTA Awards
| Jaar | Titel    | Categorie                | Uitslag  |
| ---- | -------- | ------------------------ | -------- |
| 2022 | Returnal | Beste computerspelmuziek | Gewonnen |